# Confédération brésilienne de football
Pour les articles homonymes, voir FIF et CBF.
La Confédération brésilienne de football (en portugais : Confederação Brasileira de Futebol) est une association regroupant les clubs de football du Brésil et organisant les compétitions nationales et les matchs internationaux de la sélection du Brésil.
La fédération nationale du Brésil est fondée en 1914 comme Confédération brésilienne des sports. Elle est affiliée à la FIFA depuis 1923 et membre de la CONMEBOL depuis 1916. Aujourd'hui dissous, ses attributions et fonctions en matière de football ont été conférées à la Confederação Brasileira de Futebol né en 1979.

## Masculin
Mondial
- 5 - Coupes du monde: 1958, 1962, 1970, 1994, 2002
- 4 - Coupe des confédérations: 1997, 2005, 2009, 2013
- 5 - Coupe du monde des moins de 20 ans: 1983, 1985, 1993, 2003, 2011
- 3 - Coupe du monde des moins de 17 ans: 1997, 1999, 2003
- Jeux Olympiques
  -  2016, 2020
  -  1984 1988 et 2012
  -  1996 et 2008

Jeux panaméricains
- 4 - Jeux panaméricains: 1963, 1975, 1979 et 1987

Amérique du Sud
- 9 - Copas América: 1919, 1922, 1949, 1989, 1997, 1999, 2004, 2007 et 2019
- 11 - Championnat Sud-Américain des moins de 20 ans:1974, 1983, 1985, 1988, 1991, 1992, 1995, 2001, 2007, 2009 e 2011.
- 7 - Championnat Sud-Américain des moins de 17 ans: 1988, 1991, 1995, 1997, 1999, 2001, 2005, 2007, 2009 e 2011
- 2 - Championnat Sud-Américain des moins de 15 ans: 2005 et 2007.

## Féminin
Mondial
- Coupe du monde de football féminin
  - 2e place - 2007
- Jeux Olympiques
  -  2004 et 2008

Jeux panaméricains
- Jogos Pan-americanos: médaille d'or en 2003 et en 2007

Amérique du Sud
- Sudamericano Femenino: 1991, 1995, 1998, 2003 e 2010

## Présidents successifs de la CBF

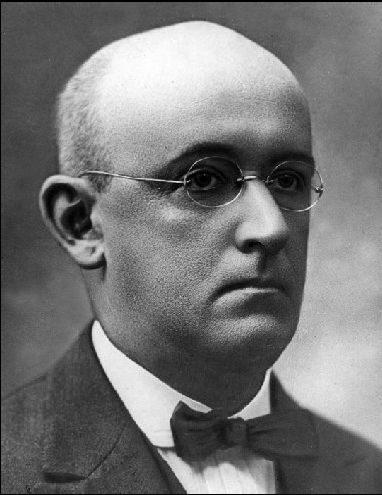
Álvaro Zamith, premier président de la CBF

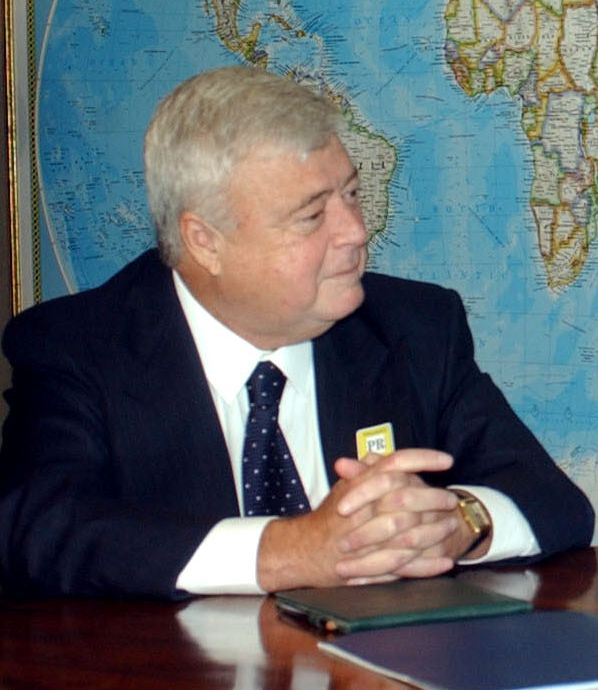
Ricardo Teixeira, président de la CBF (1989-2012)

| Álvaro Zamith                 | 1915 - 1916    |
| Arnaldo Guinle                | 1916 - 1920    |
| Ariovisto de Almeida Rêgo     | 1920 - 1921    |
| José Eduardo de Macedo Soares | 1921 - 1922    |
| Oswaldo Gomes                 | 1922 - 1924    |
| Ariovisto de Almeida Rêgo     | 1924           |
| Wladimir Bernardes            | 1924           |
| Oscar Rodrigues da Costa      | 1924 - 1927    |
| Renato Pacheco                | 1927 - 1933    |
| Àlvaro Catão                  | 1933 - 1936    |
| Luiz Aranha                   | 1936 - 1943    |
| Rivadávia Correa Mayer        | 1943 - 1955    |
| Sylvio Correa Pacheco         | 1955 - 1958    |
| João Havelange                | 1958 - 1975    |
| Heleno de Barros Nunes        | 1975 - 1980    |
| Giulite Coutinho              | 1980 - 1986    |
| Octávio Pinto Guimarães       | 1986 - 1989    |
| Ricardo Terra Teixeira        | 1989 - 2012    |
| José Maria Marin              | 2012 - 2015    |
| Marco Polo Del Nero           | 2015 - 2017    |
| Coronel Nunes                 | 2017 - 2019    |
| Rogério Caboclo               | 2019 - 2021    |
| Coronel Nunes                 | 2021 (intérim) |
| Ednaldo Rodrigues             | 2021 - 2025    |
| Samir Xaud                    | 2025 -         |

## Fédérations par état
Fédération de l'Acre de football • Fédération de l'Alagoas de football • Fédération de l'Amapá de football • Fédération de l'Amazonas de football • Fédération de Bahia de football • Fédération du Ceará de football • Fédération de Brasilia de football • Fédération de l'Espírito Santo de football • Fédération du Goiás de football • Fédération du Maranhão de football • Fédération du Mato Grosso de football • Fédération du Mato Grosso do Sul de football • Fédération du Minas Gerais de football • Fédération du Pará de football • Fédération du Paraíba de football • Fédération du Paraná de football • Federação Pernambucana de Futebol (pt) • Federação de Futebol do Piauí (pt) • Federação de Futebol do Estado do Rio de Janeiro (pt) • Federação Norte-rio-grandense de Futebol (en) • Federação Gaúcha de Futebol (pt) • Federação de Futebol do Estado de Rondônia (pt) • Federação Roraimense de Futebol (en) • Federação Catarinense de Futebol (pt) • Federação Paulista de Futebol (pt) • Federação Sergipana de Futebol (pt) • Federação Tocantinense de Futebol (pt)